# SR.1 (dirigibile)
Il dirigibile SR.1 (ex Ma.20) era un dirigibile di tipo semirigido costruito in Italia presso il cantiere aeronautico di Ciampino nella seconda metà degli anni dieci del XX secolo per scopi militari su ordine della Gran Bretagna. L'Ma.20 apparteneva alla "Classe M" progettata dall'ingegnere Gaetano Arturo Crocco.

## Storia del progetto
Nel 1914 ci fu la proposta di acquistare tre dirigibili del tipo Forlanini dall'Italia, ma lo scoppio della prima guerra mondiale impedì tale acquisizione. Dato che diversi dirigibili britannici furono venduti all'Italia durante la guerra, nel 1918 il governo britannico decise di acquistare un dirigibile semirigido italiano del Tipo M italiana.  L'aeronave, designata in Italia Ma.20, ricevette la designazione britannica SR.1 e fu assegnata al British Army. Il dirigibile Ma.20 volò per la prima volta a Ciampino il 26 agosto 1918 ai comandi del maggiore Biffi, comandante del Reparto Allestimenti, avendo a bordo una delegazione britannica formata dal maggiore Cochrane, dal capitano George F. Meager, dal capitano Rope, e da due sottufficiali. Dopo aver effettuato alcuni voli di prova,  e installata una stazione radiotelegrafica, al termine della dodicesima ascensione di collaudo il dirigibile venne consegnato ai britannici il 12 ottobre per essere trasferito in volo in Gran Bretagna.

## Tecnica
Si trattava di un dirigibile di tipo semirigido con la navicella, costruita in tubi d'acciaio rivestiti in tela e capace di trasportate 9 persone, appesa al pallone a mezzo cavi collegati ai nodi di una catenaria di cavo d'acciaio, cucita sulla gualdrappa del dirigibile e collegata alla trave rigida di carena. I timoni di direzione erano due, posizionati sulla parte posteriore del dirigibile, ed aventi configurazione biplana.
La propulsione era affidata a tre motori, uno SPA 6A, posto sopra la cabina di pilotaggio,  e due Maybach-Itala D.2 a 6 cilindri in linea raffreddati ad acqua, eroganti la potenza di 180 CV ciascuno, posizionati in coppia al centro della navicella ed azionanti eliche quadripala lignee. I propulsori consentivano all'aeronave di raggiungere una velocità massima di circa 60 km/h.

## Impiego operativo
Lo SR 1 decollò da Roma alle 4:25 del 28 ottobre, con a bordo 9 persone e carburante sufficiente per 18 ore di volo, raggiungendo via Corsica, Aubagne quello stesso giorno. L'indomani decollò da Aubagne per arrivare a Bron, dove fu rifornito di carburante da un camion. Il giorno 30 partì da Bron per arrivare a Saint Cyr, vicino a Parigi, rimanendo all'aperto a causa del fatto che l'hangar era troppo piccolo per ospitarlo. Alle 6:15 del 31 partì da Bron per arrivare al campo d'aviazione di Kingsnorth alle 14:15. Il viaggio dall'Italia era durato complessivamente 40 ore e 35 minuti.
Il volo non era stato facile, in quanto l'equipaggio dovette combattere contro forti venti contrari e pioggia per gran parte del viaggio. L'aeronave subì guasti meccanici, una rottura della linea dell'olio motore sparse olio caldo attraverso la cabina di pilotaggio. L'equipaggio lavorò freneticamente per riparare il danno, con il pavimento della cabina reso estremamente scivoloso, prendendo grandi precauzioni per evitare che qualcuno cadesse in mare. A un certo punto il collettore di scarico si staccò dal motore SPA 6A posto a centro nave sopra la cabina di pilotaggio, bruciando i serbatoi di benzina sottostanti. Il collettore rovente si trovava in prossimità di centinaia di litri di carburante ad alto numero di ottani per aerei e sotto quasi mezzo milione di piedi cubi di idrogeno altrettanto infiammabile. Il capitano Williams e il sottufficiale Leach saltarono su una scala e spinsero la massa in fiamme fuori bordo, spazzando allo stesso tempo le scintille ardenti con le mani.
Il 6 novembre lo SR 1 fu trasferito alla stazione dirigibili di Pulham (RNAS Pulham) dove il motore SPA 6, considerato inaffidabile, venne rimosso. L'equipaggio, consapevole delle carenze delle unità motrici, ebbe difficoltà a mantenere operativi tutti e tre i propulsori nel corso di questo volo. Mancando soli 5 giorni alla fine della guerra, lo SR 1 non venne mai utilizzato operativamente, ad eccezione della resa degli U-Boot ad Harwich.
Il 2 luglio 1919 sorvolò Londra come pubblicità per il prestito di guerra e per partecipare ad un corteo per la pace con lo R 33. Mentre sorvolava Londra, lo SR 1 ebbe un malfunzionamento ai motori che privò l'aeronave di tutta la potenza. L'equipaggio effettuò riparazioni urgenti mentre il dirigibile fluttuava immobile sopra la folla esultante. Poi all'improvviso, lo SR1 fu colpito da una turbolenza e schizzò verso l'alto tra le nuvole dove volava lo R33. Fortunatamente il controllo fu ripristinato subito evitando un possibile incidente. Quando fu disponibile l'energia elettrica l'aeronave ritornò a Pulham dopo 10 ore di volo.
Un volo simile sul sud del Galles venne eseguito il 6 e il 7 luglio. Un ultimo volo dimostrativo fu effettuato in agosto a beneficio dei reggimenti in visita dall'India.
Nel settembre 1919 fu disposto che lo SR1 sarebbe stato radiato perché considerato inferiore ai contemporanei dirigibili di costruzione britannica. L'aeronave fu quindi smantellata.

## Utilizzatori
Regno Unito
- British Army